# Rudolph Dunbar
W. Rudolph Dunbar (* 5. April 1899 in Britisch-Guyana; † 10. Juni 1988 in London) war ein britischer Jazz- und Unterhaltungsmusiker guyanischer Herkunft (Klarinette, Saxophone), der später in der klassischen Musik als Dirigent und Komponist hervortrat. Nach Ausbildung in Guyana und Westindien und einem Aufenthalt in den USA musizierte er in Europa und ließ sich 1931 in London nieder. Als erster Afroamerikaner dirigierte er 1942 das London Philharmonic Orchestra und 1945  die Berliner Philharmoniker. Er war auch als Journalist tätig.

## Leben und Wirken
Dunbar, der entweder in Nabacalis oder in der Nähe von Georgetown (Guyana) geboren wurde, erhielt eine musikalische Ausbildung in der British Guiana Military Band und in der Barbados Police Band. 1919 zog er nach New York, wo er am Institute of Musical Art studierte. Er spielte 1924 im Harlem Orchestra Jazz und war mit dem Pianisten des Orchesters, dem Komponisten William Grant Still, befreundet. 1924/25 begleitete er in Will Voderys Plantation Orchestra die Show Dixie to Broadway.
1925 zog Dunbar nach Paris, wo er zunächst in der Palm Beach Six spielte. 1926 trat er in Rom mit Benny Peytons Jazz Kings auf, im Folgejahr mit dem Plantation Orchestra in England. Zwischen 1927 und 1929 studierte er an der Sorbonne Journalismus und Musik (bei Philippe Gaubert (Dirigat), Paul Vidal (Komposition) und Louis Cahuzac (Klarinette)). 1928 wurde er Mitglied von Thompson’s Negro Orchestra, mit dem er ausgiebig in Europa tourte. Mit dem Orchester von Leon Abbey kam er 1930 nach London. Nach weiteren Studien in Paris und Wien (bei Felix Weingartner) ließ er sich 1931 in London nieder, wo er eine Klarinettenschule begründete.
In den nächsten Jahren leitete er eine eigene Band, mit der in verschiedenen Hotels in London auftrat und auf Tournee ging. 1940 leitete er ein mittelformatiges Orchester, konzentrierte sich aber dann auf die Tätigkeit als Komponist und Dirigent. Zudem verfasste er Kolumnen für den Melody Maker. 1939 veröffentlichte er sein Lehrbuch Treatise on the Clarinet (Boehm System).
Sein Ballett Dance of the Twenty-First Century, das er für den Footlights Club der Cambridge University schrieb, wurde 1938 auch in den Vereinigten Staaten (von NBC) aufgeführt. 1940 und 1941 trat er in der BBC auf. 1942 dirigierte er die London Philharmonic Orchestra in der Royal Albert Hall. Im September 1945 dirigierte er die Berliner Philharmoniker, mit denen er William Grant Still’s Afro-American Symphony für Soldaten der Alliierten aufführte. Im selben Jahr dirigierte Dunbar mehrere französische Orchester. 1948 dirigierte er in der Hollywood Bowl. In den 1960er Jahren dirigierte er mehrere Sinfonieorchester in Polen und Russland.

### Journalismus
Dunbar war auch als Journalist tätig. Zwischen 1932 und 1936 wirkte er als Londoner Korrespondent der Associated Negro Press. Als Kriegskorrespondent überquerte er mit der American 8th Army den Ärmelkanal am D-Day.

## Archiv
Bereits 1975 entstand das Rudolph Dunbar Archive als Teil der James Weldon Johnson Memorial Collection der Yale University.

## Schriften
- Rudolph Dunbar: Treatise on the Clarinet (Boehm system). J. E. Dallas, London 1939 (englisch).